# Al-Habit
Al-Habit (arab. الهبيط) – miejscowość w Syrii, w muhafazie Idlib. W 2004 roku liczyła 10 144 mieszkańców.